# Ортостаннат натрия
Ортостаннат натрия — неорганическое соединение,
комплексный оксид натрия и олова
с формулой Na4SnO4,
бесцветные кристаллы.

## Получение
- Спекание оксидов натрия и олова:

{\displaystyle {\mathsf {2Na_{2}O+SnO_{2}\ {\xrightarrow {500^{o}C}}\ Na_{4}SnO_{4}}}}

## Физические свойства
Ортостаннат натрия образует бесцветные гигроскопичные кристаллы.

## Химические свойства
- Энергично реагирует с водой.